# Peter André
Peter André (Royal Leamington Spa, 27 de fevereiro de 1973) é um cantor, compositor e apresentador de televisão britânico. Seu single mais famoso é Mysterious Girl.

## Discografia
Álbuns de estúdio
- Peter André (1993)
- Natural (1996)
- Time (1997)
- The Long Road Back (2004)
- A Whole New World (2006)
- Revelation (2009)
- Accelerate (2010)

Coletâneas
- Unconditional: Love Songs (2010)